# Charles Francis Richter

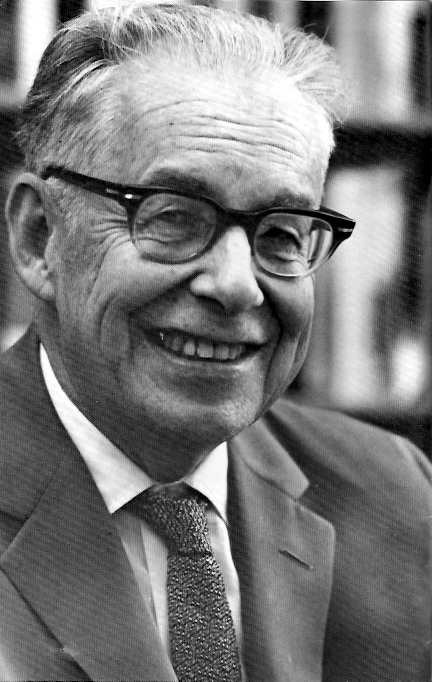
Charles Francis Richter

Charles Francis Richter [ˈɹɪktəɹ] (* 26. April 1900 in Overpeck, bei Hamilton (Ohio), USA; † 30. September 1985 in Pasadena, Kalifornien) war ein US-amerikanischer Seismologe, der zusammen mit Beno Gutenberg die Richterskala zur genauen Bewertung der Stärke (Magnitude) eines Erdbebens entwickelte.

## Leben
Richters Eltern (Nachkommen deutscher Auswanderer) wurden früh geschieden und die Mutter zog mit ihm zu seinem Großvater. Ab 1909 lebte er in Los Angeles. Er studierte an der Stanford University und begann mit seiner Promotion in Physik am Caltech bei Robert Millikan. Bevor er diese beenden konnte, nahm er 1927 eine Stellung im seismologischen Labor von Harry O. Wood (1879–1958) an. Dort begann seine Zusammenarbeit mit Beno Gutenberg in Pasadena. Ab 1936 war er wieder am Caltech, als das Seismologische Labor dort eingegliedert wurde, dessen Leitung dann Gutenberg übernahm. Er wurde dort 1952 Professor für Seismologie und blieb dort den Rest seiner Karriere. 1970 ging er in den Ruhestand.

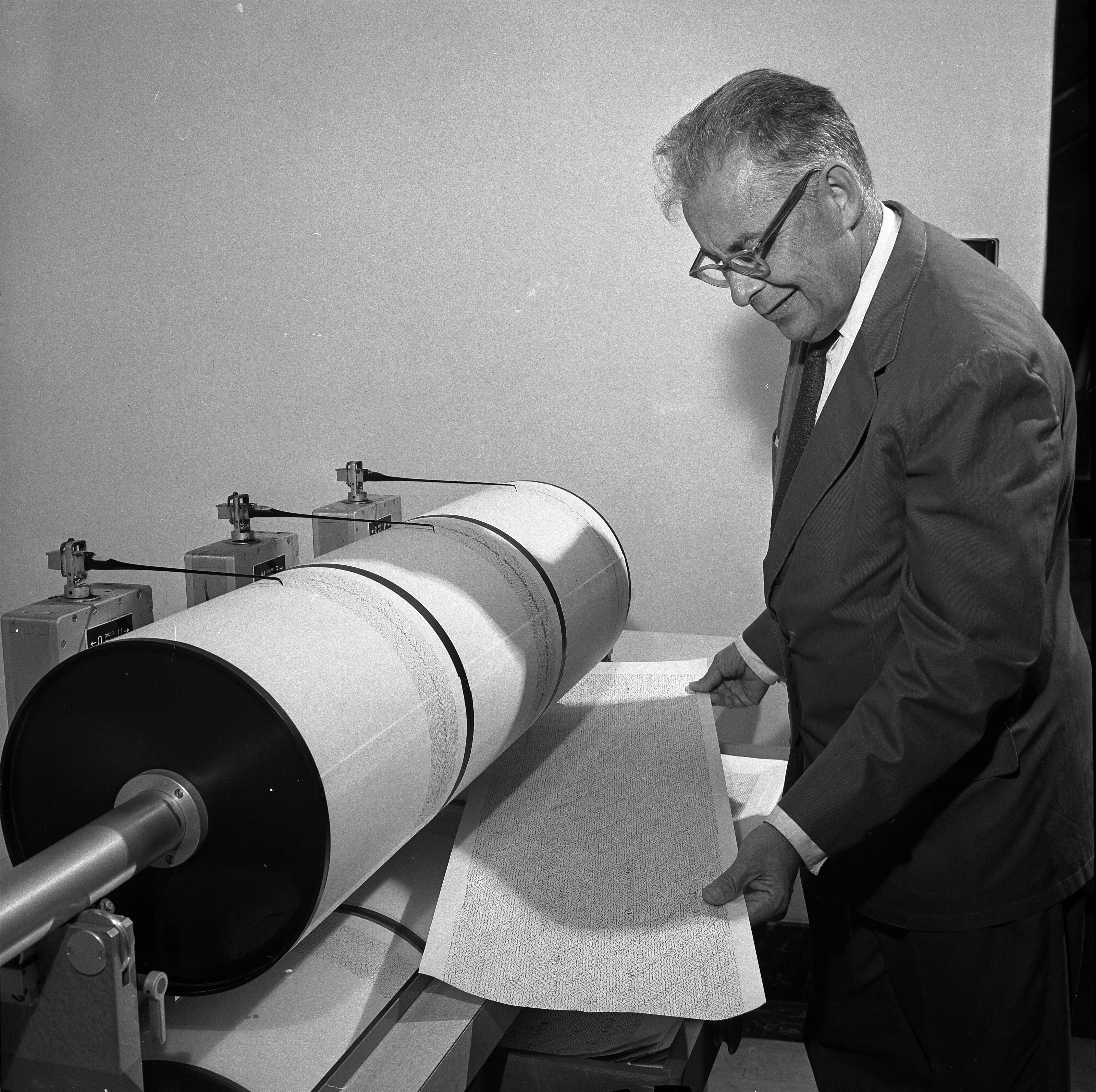
Richter mit einem Seismographen (1964)

Charles Francis Richter entwickelte am California Institute of Technology ab 1932 zusammen mit Beno Gutenberg die nach ihm benannte Richterskala (veröffentlicht 1935). Sie dient zur genauen Bewertung der Stärke (Magnitude) eines Erdbebens (das Wort Magnitude übernahm Richter aus der Astronomie, einem Hobby seit seiner Jugend). Das Konzept der nach oben offenen Richterskala wandte er erstmals im Jahr 1935 an. Zuvor wurde die zwölfstufige Mercalliskala zur Bestimmung von Erdbebenstärken verwendet. Mit Gutenberg entwickelte er auch einen Seismographen. Anregungen für die Richterskala bekam Richter aus einer Arbeit des Japaners Kiyoo Wadati. Der logarithmische Maßstab wurde auf Anregung von Gutenberg eingeführt, der auch wesentlich auf die Erweiterung der Anwendung der Skala von Kalifornien auf weltweite Erdbeben und auf andere Seismographen verantwortlich war.
Am Caltech arbeitete er eng mit Gutenberg zusammen und publizierte viel mit diesem, es gab aber auch eine gewisse Rivalität zwischen beiden. Da er die Geologie von Kalifornien sehr genau kannte, galt er mehr noch als Gutenberg als der Experte für Erdbeben in Kalifornien. 1959/60 war er als Fulbright Scholar in Japan und wandte sich danach verstärkt der Entwicklung von erdbebengerechten Bauvorschriften zu, die auch zum Beispiel in Los Angeles übernommen wurden.
Ihm zu Ehren trägt der Mount Richter in der Antarktis seinen Namen.

## Veröffentlichungen
- mit Gutenberg Magnitude and Energy of Earthquakes, Science, Band 83, 1936, S. 183–185
- mit Gutenberg Seismicity of the earth and associated phenomena, New York 1941, bearbeitete Neuauflage, Princeton University Press, 1954
- Elementary seismology, San Francisco, Freeman, 1958
- Seismic regionalization, Bulletin Geolog. Society America, Band 49, 1959, S. 123–162